# 시모네타 베스푸치

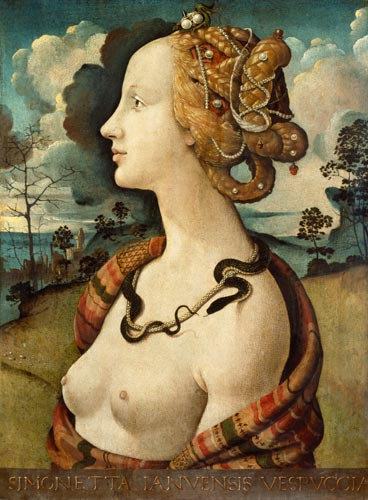
시모네타 베스푸치

시모네타 카타네오 데 칸디아 베스푸치(이탈리아어: Simonetta Cattaneo de Candia Vespucci, 1453년경 ~ 1476년 4월 26일)는 피렌체의 미녀로 칭송받던 여성으로, 산드로 보티첼리의 작품 《비너스의 탄생》의 모델로 잘 알려져 있다. 1476년 4월 26일에 폐결핵으로 사망하였다.